# UCI Women's World Tour
UCI Women's World Tour je série nejprestižnějších silničních cyklistických závodů určených pro ženy.

## Historie
V prosinci 2014 se konal summit mezi UCI Women’s Working Group a UCI Women's teams. Předchozí elitní série, UCI Women's World Cup, omezovala počet závodů na 10 jednodenních závodů, zatímco navrhovaná UCI Women's World Tour by mohla navýšit počet závodních dní.
Od roku 2017 byl zaveden systém, který rozdělil systém UCI Women's teamů na dvoudivizní systém, aby mohl být návrh zrealizován. První divize zahrnuje 10 týmů, které stejně jako v mužské cyklistice mají právo se zúčastnit všech WorldTourových závodů. Druhodivizní týmy jsou srovnatelné s mužskými UCI Continental Teamy. Žebříček týmů je založen na pořadí týmů dle UCI.
Jednou z podmínek zahrnutí závodu do série je živé televizní nebo internetové vysílání a organizátoři závodu musí utvořit webové stránky v angličtině a/nebo ve francouzštině.
Na jednodenních závodech musí každý tým nasadit minimálně 4 a maximálně 6 závodnic, na etapové závody musí každý tým přijet minimálně s 5 a maximálně se 7 nebo 8 závodnicemi. Minimální prémie musí činít 5130 € za jednodenní závod nebo časovku a 2565 € za den na etapovém závodu. 
Ve srovnání s World Cupem, který obsahoval pouze jednodenní závody, Women's World Tour zahrnuje etapové závody společně s jednorázovými, čímž navyšuje počet závodních dní od 30 do 35. Jednodenní závody také mají vyšší maximální povolenou vzdálenost, a to ze 130 na 140 km. Etapa etapového závodu může mít maximálně 120 km, což je oproti dřívějšku prodloužení o 20 km. Organizátoři závodů mohou požádat o výjimku, aby mohli utvořit delší etapy nebo jednodenní závody.

## Dresy lídryně série

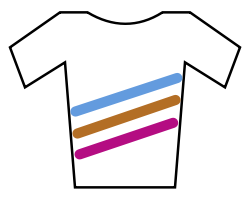
V roce 2016
Od roku 2017

## Vítězky dle závodů

### 2016–2021
| Závod                                      | 2016                      | 2017                      | 2018                       | 2019                       | 2020                            | 2021                            |
| ------------------------------------------ | ------------------------- | ------------------------- | -------------------------- | -------------------------- | ------------------------------- | ------------------------------- |
| Cadel Evans Great Ocean Road Race          | Nebylo součástí WWT       | Nebylo součástí WWT       | Nebylo součástí WWT        | Nebylo součástí WWT        | Lippertová                      | Zrušeno                         |
| Strade Bianche                             | Deignanová (1/10)         | Longová Borghiniová (1/9) | van der Breggenová (7/17)  | van Vleutenová (6/20)      | van Vleutenová (9/20)           | van den Broeková-Blaaková (5/6) |
| Trofeo Alfredo Binda                       | Deignanová (2/10)         | Riveraová (1/4)           | Niewiadomá (2/4)           | Vosová (4/10)              | Zrušeno                         | Longová Borghiniová (3/9)       |
| Driedaagse Brugge–De Panne                 | Nebylo v kalendáři        | Nebylo v kalendáři        | D'Hooreová (4/5)           | Wildová (3/4)              | Wiebesová (3/11)                | Brownová (1/3)                  |
| Gent–Wevelgem                              | Blaaková (2/6)            | Lepistöová (1/2)          | Bastianelliová (1/4)       | Wildová (4/4)              | D'Hooreová (5/5)                | Vosová (7/10)                   |
| Kolem Flander                              | Deignanova (3/10)         | Riveraová (2/4)           | van der Breggenová (8/17)  | Bastianelliová (3/4)       | van den Broeková-Blaaková (4/6) | van Vleutenova (10/20)          |
| Paříž–Roubaix                              | Nebylo v kalendáři        | Nebylo v kalendáři        | Nebylo v kalendáři         | Nebylo v kalendáři         | Zrušeno                         | Deignanová (10/10)              |
| Amstel Gold Race                           | Nebylo v kalendáři        | van der Breggenová (2/17) | Blaaková (3/6)             | Niewiadomá (3/4)           | Zrušeno                         | Vosová (8/10)                   |
| Valonský šíp                               | van der Breggenová (1/17) | van der Breggenová (3/17) | van der Breggenová (9/17)  | van der Breggenová (11/17) | van der Breggenová (15/17)      | van der Breggenová (16/17)      |
| Lutych–Bastogne–Lutych                     | Nebylo v kalendáři        | van der Breggenová (4/17) | van der Breggenová (10/17) | van Vleutenová (7/20)      | Deignanová (9/10)               | Volleringová (1/15)             |
| Vuelta a Burgos Feminas                    | Nebylo součástí WWT       | Nebylo součástí WWT       | Nebylo součástí WWT        | Nebylo součástí WWT        | Nebylo součástí WWT             | van der Breggenová (17/17)      |
| RideLondon Classique                       | Wildová (1/4)             | Riveraová (3/4)           | Wildová (2/4)              | Wiebesová (2/11)           | 2.Pro                           | Zrušeno                         |
| Amgen Tour of California                   | Guarnierová (1/3)         | van der Breggenová (5/17) | Hallová                    | van der Breggenová (12/17) | Nebylo v kalendáři              | Nebylo v kalendáři              |
| Emakumeen Bira                             | Nebylo součástí WWT       | Nebylo součástí WWT       | Sprattová                  | Longová Borghiniová (2/9)  | Nebylo v kalendáři              | Nebylo v kalendáři              |
| Philadelphia International Cycling Classic | Guarnierová (2/3)         | Zrušeno                   | Nebylo v kalendáři         | Nebylo v kalendáři         | Nebylo v kalendáři              | Nebylo v kalendáři              |
| Giro Rosa                                  | Guarnierová (3/3)         | van der Breggenová (6/17) | van Vleutenová (3/20)      | van Vleutenová (8/20)      | van der Breggenová (14/17)      | Součást UCI ProSeries           |
| La Course by Le Tour de France             | Hoskingová (2/3)          | van Vleutenová (1/20)     | van Vleutenová (4/20)      | Vosová (5/10)              | Deignanová (8/10)               | Volleringová (2/15)             |
| Clásica de San Sebastián                   | Nebylo v kalendáři        | Nebylo v kalendáři        | Nebylo v kalendáři         | Nebylo součástí WWT        | Zrušeno                         | van Vleutenová (11/20)          |
| Vårgårda WestSweden TTT                    | Boels–Dolmans (1/3)       | Boels–Dolmans (2/3)       | Boels–Dolmans (3/3)        | Trek–Segafredo (1/2)       | Zrušeno                         | Zrušeno                         |
| Vårgårda WestSweden SZ                     | Fahlinová                 | Lepistöová (2/2)          | Vosová (2/10)              | Bastianelliová (4/4)       | Zrušeno                         | Zrušeno                         |
| Kolem Norska TTT                           | Nebylo v kalendáři        | Nebylo v kalendáři        | Team Sunweb                | Nebylo v kalendáři         | Nebylo v kalendáři              | Nebylo v kalendáři              |
| Kolem Norska                               | Nebylo součástí WWT       | Vosová (1/10)             | Vosová (3/10)              | Vosová (6/10)              | Zrušeno                         | van Vleutenová (12/20)          |
| Boels Ladies Tour                          | Nebylo součástí WWT       | van Vleutenová (2/20)     | van Vleutenová (5/20)      | Majerusová                 | Zrušeno                         | van den Broeková-Blaaková (6/6) |
| GP de Plouay                               | Bujaková                  | Deignanová (5/10)         | Pietersová (2/2)           | van der Breggenová (13/17) | Deignanová (7/10)               | Longová Borghiniová (4/9)       |
| La Madrid Challenge by La Vuelta           | D'Hooreová (1/5)          | D'Hooreová (3/5)          | van Dijková                | Brennauerová (1/2)         | Brennauerová (2/2)              | van Vleutenová (13/20)          |
| The Women's Tour                           | Deignanová (4/10)         | Niewiadomá (1/4)          | Riveraová (4/4)            | Deignanová (6/10)          | Zrušeno                         | Volleringová (3/15)             |
| Kolem ostrova Čchung-ming                  | Hosking (1/3)             | D'Hoore (2/5)             | Beckerová                  | Wiebesová (1/11)           | Zrušeno                         | Zrušeno                         |
| Tour of Guangxi                            | Nebylo v kalendáři        | Nebylo součástí WWT       | Sierraová                  | Hoskingová (3/3)           | Zrušeno                         | Zrušeno                         |
| Ronde van Drenthe                          | Blaaková (1/6)            | Dideriksenová             | Pietersová (1/2)           | Bastianelliová (2/4)       | Zrušeno                         | Wiebesová (4/11)                |
| Zdroj:                                     |                           |                           |                            |                            |                                 |                                 |

### 2022–
| Závod                             | 2022                      | 2023                      | 2024                      |
| --------------------------------- | ------------------------- | ------------------------- | ------------------------- |
| Tour Down Under                   | Zrušeno                   | Brownová (2/3)            | Giganteová                |
| Cadel Evans Great Ocean Road Race | Zrušeno                   | Adegeestová               | Reijnhoutová              |
| UAE Tour                          | Nebylo v kalendáři        | Longová Borghiniová (7/9) | Kopecky (6/9)             |
| Omloop Het Nieuwsblad             | Nebylo součástí WWT       | Kopecky (3/9)             | Vosová (9/10)             |
| Strade Bianche Donne              | Kopecky (1/9)             | Volleringová (5/15)       | Kopecky (7/9)             |
| Ronde van Drenthe                 | Wiebesová (5/11)          | Wiebesová (8/11)          | Wiebesová (9/11)          |
| Trofeo Alfredo Binda              | Balsamová (1/5)           | van Anrooijová            | Balsamová (4/5)           |
| Classic Brugge–De Panne           | Balsamová (2/5)           | Georgiová                 | Balsamová (5/5)           |
| Gent–Wevelgem                     | Balsamová (3/5)           | Reusserová (1/3)          | Wiebesová (10/11)         |
| Kolem Flander                     | Kopecky (2/9)             | Kopecky (4/9)             | Longová Borghiniová (8/9) |
| Paříž–Roubaix                     | Longová Borghiniová (5/9) | Jacksonová                | Kopecky (8/9)             |
| Amstel Gold Race                  | Cavalliová (1/2)          | Volleringová (6/15)       | Vosová (10/10)            |
| Valonský šíp                      | Cavalliová (2/2)          | Volleringová (7/15)       | Niewiadomá (4/4)          |
| Lutych–Bastogne–Lutych            | van Vleutenová (14/20)    | Volleringová (8/15)       | Brownová (3/3)            |
| La Vuelta Femenina                | van Vleutenová (17/20)    | van Vleutenová (18/20)    | Volleringová (12/15       |
| Itzulia Women                     | Volleringová (4/15)       | Reusserová (2/3)          | Volleringová (13/15)      |
| Vuelta a Burgos Feminas           | Labousová                 | Volleringová (9/15)       | Volleringová (14/15)      |
| RideLondon Classique              | Wiebesová (6/11)          | Koolová                   | Wiebesová (11/11)         |
| The Women's Tour                  | Longová Borghiniová (6/9) | Zrušeno                   | Kopecky (9/9)             |
| Tour de Suisse Women              | Nebylo součástí WWT       | Reusserová (3/3)          | Volleringová (15/15)      |
| Giro Rosa                         | van Vleutenová (15/20)    | van Vleutenová (19/20)    | Longová Borghiniová (9/9) |
| Tour de France Femmes             | van Vleutenová (16/20)    | Volleringová (10/15)      |                           |
| Vårgårda WestSweden TTT           | Trek–Segafredo (2/2)      | Nebylo v kalendáři        | Nebylo v kalendáři        |
| Vårgårda WestSweden RR            | Cordon-Ragotová           | Nebylo v kalendáři        | Nebylo v kalendáři        |
| Tour of Scandinavia               | Ludwigová                 | van Vleutenová (20/20)    | Zrušeno                   |
| GP de Plouay                      | García                    | Bredewoldová              |                           |
| Simac Ladies Tour                 | Wiebesová (7/11)          | Kopecky (5/9)             |                           |
| Tour de Romandie Féminin          | Moolmanová                | Volleringová (11/15)      |                           |
| Kolem ostrova Čchung-ming         | Zrušeno                   | Consonniová               |                           |
| Tour of Guangxi                   | Zrušeno                   | Pikuliková                |                           |

### Vítězství dle závodnic
Aktualizováno po Giro Rosa 2024
| Pořadí | Závodnice                            | Počet vítězství |
| ------ | ------------------------------------ | --------------- |
| 1      | Anna van der Breggenová (NED)        | 20              |
| 2      | Annemiek van Vleutenová (NED)        | 17              |
| 3      | Demi Volleringová (NED)              | 15              |
| 4      | Lorena Wiebesová (NED)               | 11              |
| 5      | Lizzie Deignanová (GBR)              | 10              |
| 5      | Marianne Vosová (NED)                | 10              |
| 7      | Lotte Kopecky (BEL)                  | 9               |
| 7      | Elisa Longová Borghiniová (ITA)      | 9               |
| 9      | Chantal van den Broek-Blaaková (NED) | 6               |
| 10     | Jolien D'Hooreová (BEL)              | 5               |
| 10     | Elisa Balsamová (ITA)                | 5               |
| 12     | Marta Bastianelliová (ITA)           | 4               |
| 12     | Coryn Rivera (USA)                   | 4               |
| 12     | Kirsten Wildová (NED)                | 4               |
| 12     | Katarzyna Niewiadomaová (POL)        | 4               |

## Konečné žebříčky

### Individuální žebříčky
| Rok  | Vítězka                                  | Vítězka      | 2. místo                                 | 2. místo     | 3. místo                                    | 3. místo     |
| ---- | ---------------------------------------- | ------------ | ---------------------------------------- | ------------ | ------------------------------------------- | ------------ |
| 2016 | Megan Guarnierová Boels–Dolmans          | 946 bodů     | Leah Kirchmannová Team Liv–Plantur       | 624 bodů     | Lizzie Deignanová Boels–Dolmans             | 545 bodů     |
| 2017 | Anna van der Breggenová Boels–Dolmans    | 1016 bodů    | Annemiek van Vleutenová Orica–Scott      | 989 bodů     | Katarzyna Niewiadomá WM3 Pro Cycling        | 856 bodů     |
| 2018 | Annemiek van Vleutenová Mitchelton–Scott | 1411,86 bodů | Marianne Vosová WaowDeals Pro Cycling    | 1394,88 bodů | Anna van der Breggenová Boels–Dolmans       | 1323,33 bodů |
| 2019 | Marianne Vosová CCC Liv                  | 1592 bodů    | Annemiek van Vleutenová Mitchelton–Scott | 1467,67 bodů | Lorena Wiebesová Parkhotel Valkenburg       | 1302,33 bodů |
| 2020 | Lizzie Deignanová Trek–Segafredo         | 1622,33 bodů | Elisa Longová Borghiniová Trek–Segafredo | 1567,33 bodů | Lisa Brennauerová Ceratizit–WNT Pro Cycling | 1424,67 bodů |
| 2021 | Annemiek van Vleutenová Movistar Team    | 3177 bodů    | Demi Volleringová SD Worx                | 2563 bodů    | Elisa Longová Borghiniová Trek–Segafredo    | 2509 bodů    |
| 2022 | Annemiek van Vleutenová Movistar Team    | 3589,33 bodů | Elisa Longová Borghiniová Trek–Segafredo | 2710,33 bodů | Demi Volleringová SD Worx                   | 2681,17 bodů |
| 2023 | Demi Volleringová SD Worx                | 4891,86 bodů | Lotte Kopecky SD Worx                    | 2735 bodů    | Marlen Reusseová SD Worx                    | 2512,86 bodů |